# 花の生涯 彦根篇 江戸篇
『花の生涯 彦根篇 江戸篇』（はなのしょうがい ひこねへん えどへん）は、1953年（昭和28年）10月14日公開の日本映画である。松竹製作・配給。監督は大曾根辰夫。モノクロ、スタンダード、182分。

## スタッフ
- 監督：大曾根辰夫
- 製作：大谷隆三、高村潔
- 製作補：高木貢一、小倉浩一郎
- 原作：舟橋聖一 『花の生涯』
- 脚本：八住利雄
- 撮影：石本秀雄
- 音楽：鈴木静一
- 美術：水谷浩
- 総指揮：大谷竹次郎

## キャスト
- 井伊直弼：松本幸四郎
- 村山たか女：淡島千景
- 佐登：月丘夢路
- 井伊直亮：有島一郎
- 長野主膳：高田浩吉
- 大関和七郎：鶴田浩二
- 黒沢忠三郎：三橋達也
- 黒沢登幾子：宮城千賀子
- 多田一郎：河野秋武
- 多田帯刀：大木実
- 阿部伊勢守：柳永二郎
- 雪野太夫：嵯峨美智子
- 通訳：安部徹
- 犬塚外記：薄田研二
- 宇津木翼：永田光男
- 水戸斉昭：二代目市川小太夫
- 松平越前守：明石潮
- 本多越中守：海江田譲二
- 松平若狭守：山内明
- 九条関白：徳大寺伸
- 有村治左衛門：戸上城太郎
- 関鉄之助：北上弥太朗 (八代目嵐吉三郎)
- 志津：幾野道子
- 昌子：北見礼子
- 萩栄：喜多川千鶴